# Tổng giáo phận Trnava
Tổng giáo phận Trnava (tiếng Slovak: Trnavská arcidiecéza, tiếng Latinh: Archidioecesis Tyrnaviensis) là một giáo phận của Giáo hội Công giáo Rôma tại Slovakia. Tổng giáo phận thuộc miền tây Slovakia bao gồm phần lớn ở Trnava cùng một phần của hai khu vực Nitra và Trenčín. Mặc dù là một tổng giáo phận, nhưng thực tế đây chỉ là một quận của Bratislava. Năm 2013, Giáo hoàng Phanxicô đã bổ nhiệm Giám mục Phụ tá Ján Orosch làm Tổng Giám mục tiếp theo của Tổng Giáo phận Trnava.

## Các Giám mục
- Ján Sokol (Tổng giám mục: 14 tháng 2 năm 2008 - 18 tháng 4 năm 2009)
- Róbert Bezák (Tổng giám mục: 18 tháng 4 năm 2009 - 2 tháng 7 năm 2012)
- Ján Orosch (Giám mục phụ tá: 14 tháng 2 năm 2008, Giám quản Tông tòa: 2 tháng 7 năm 2012, Tổng giám mục: 11 tháng 7 năm 2013 - nay)